# Dominic Perna
Pour les articles homonymes, voir Perna.
Dominic Perna (né le 16 janvier 1977 à Montréal dans la province de Québec au Canada) est un joueur professionnel de hockey sur glace. En plus de la nationalité canadienne, il possède la nationalité italienne.

## Carrière
Il commence sa carrière en junior au sein de la Ligue de hockey junior majeur du Québec en jouant pour le Titan de Laval en 1994. Après quatre saisons avec le Titan, il quitte l'Amérique du Nord pour rejoindre l'Europe et le championnat italien. Il commence alors la saison 1998-1999 avec l'A&O Asiago avant de rejoindre le club de Fassa en cours de saison. Il change une nouvelle fois de club en cours de saison jouant treize matchs de la saison élite de France avec les Chamois de Chamonix.
À la suite de cette saison, il retourne jouer en ligue mineure au Québec jouant avec les Chiefs de Laval de la Ligue de hockey semi-professionnelle du Québec. Il joue trois matchs de la saison 1999-2000 avec l'équipe de l'ECHL des Lizard Kings de Jacksonville mais hormis ces trois matchs, il joue uniquement avec les Chiefs entre 1999 et 2003. Il remporte même la Coupe Futura en 2002 et 2003.
En 2003-2004, il débute encore avec les Chiefs mais joue également 11 matchs dans l'United Hockey League avec les Generals de Flint puis signe la saison suivante avec les Dragons de Verdun de la Ligue nord-américaine de hockey pour deux saisons même si au cours de la saison 2004-2005, il joue une douzaine de matchs avec SSI Vipiteno Broncos en Série A2, seconde division italienne.
En 2006-2007, il est de retour en France et joue alors avec les Diables Noirs de Tours, qui évoluent alors en division 1 après un passage en division 2 en raison de problèmes financiers. Robert Millette en fait alors son capitaine et il va aider l'équipe à retrouver la Ligue Magnus pour la saison 2007-2008,.
À l'été 2013 il fait un retour au Canada alors que le 18 juillet il signe un contrat à titre d'agent libre avec les Braves de Valeyfield de la Ligue nord-américaine de hockey. Avant même que la saison débute, il décide de retourner en France. Le 27 août il signe un contrat avec les Dauphins d'Épinal de la Ligue Magnus. La saison suivante, il signe avec les Corsaires de Nantes de la Division 1. Il quitte cependant le club avant la fin de la saison pour finir l'exercice en élite italienne avec Egna. En mai 2015, il signe un contrat de deux ans avec les Remparts de Tours en D1.

## Statistiques
| Saison                      | Équipe                       | Ligue                       |     | Saison régulière | Saison régulière | Saison régulière | Saison régulière | Saison régulière |    | Séries éliminatoires | Séries éliminatoires | Séries éliminatoires | Séries éliminatoires | Séries éliminatoires |
| Saison                      | Équipe                       | Ligue                       | PJ  | B                | A                | Pts              | Pun              | PJ               | B  | A                    | Pts                  | Pun                  |                      |                      |
| 1994-1995                   | Titan de Laval               | LHJMQ                       | 70  | 26               | 27               | 53               | 30               | 20               | 1  | 5                    | 6                    | 2                    |                      |                      |
| 1995-1996                   | Titan de Laval               | LHJMQ                       | 66  | 33               | 40               | 73               | 28               | -                | -  | -                    | -                    | -                    |                      |                      |
| 1996-1997                   | Titan de Laval               | LHJMQ                       | 70  | 42               | 49               | 91               | 50               | 3                | 2  | 1                    | 3                    | 2                    |                      |                      |
| 1997-1998                   | Titan de Laval               | LHJMQ                       | 61  | 41               | 55               | 96               | 32               | 16               | 10 | 15                   | 25                   | 12                   |                      |                      |
| 1998-1999                   | A&O Asiago                   | Alpenliga                   | 10  | 0                | 0                | 0                | 0                |                  |    |                      |                      |                      |                      |                      |
| 1998-1999                   | HC Fassa                     | Alpenliga                   | 6   | 0                | 0                | 0                | 2                |                  |    |                      |                      |                      |                      |                      |
| 1998-1999                   | Chamois de Chamonix          | Ligue Magnus                | 13  | 1                | 5                | 6                | 2                |                  |    |                      |                      |                      |                      |                      |
| 1999-2000                   | Lizard Kings de Jacksonville | ECHL                        | 3   | 0                | 1                | 1                | 2                | -                | -  | -                    | -                    | -                    |                      |                      |
| 1999-2000                   | Chiefs de Laval              | LHSPQ                       | 22  | 8                | 32               | 40               | 14               | 14               | 8  | 14                   | 22                   | 6                    |                      |                      |
| 2000-2001                   | Chiefs de Laval              | LHSPQ                       | 44  | 26               | 46               | 72               | 14               | 12               | 10 | 7                    | 17                   | 6                    |                      |                      |
| 2001-2002                   | Chiefs de Laval              | LHSPQ                       | 44  | 35               | 43               | 78               | 26               | 17               | 12 | 12                   | 24                   | 6                    |                      |                      |
| 2002-2003                   | Chiefs de Laval              | LHSPQ                       | 52  | 26               | 43               | 69               | 56               | 18               | 14 | 14                   | 28                   | 18                   |                      |                      |
| 2003-2004                   | Chiefs de Laval              | LHSPQ                       | 50  | 32               | 45               | 77               | 12               | 5                | 3  | 4                    | 7                    | 2                    |                      |                      |
| 2003-2004                   | Generals de Flint            | UHL                         | 11  | 0                | 5                | 5                | 2                | 1                | 0  | 0                    | 0                    | 2                    |                      |                      |
| 2004-2005                   | Dragons de Verdun            | LNAH                        | 27  | 20               | 22               | 42               | 26               | -                | -  | -                    | -                    | -                    |                      |                      |
| 2004-2005                   | SSI Vipiteno Broncos         | Série A2                    | 13  | 12               | 20               | 32               | 8                | 13               | 10 | 11                   | 21                   | 12                   |                      |                      |
| 2005-2006                   | Dragons de Verdun            | LNAH                        | 43  | 17               | 37               | 54               | 24               | 4                | 1  | 2                    | 3                    | 0                    |                      |                      |
| 2006-2007                   | Diables Noirs de Tours       | Division 1                  | 28  | 33               | 32               | 65               | 46               | -                | -  | -                    | -                    | -                    |                      |                      |
| 2007-2008                   | Diables Noirs de Tours       | Ligue Magnus                | 26  | 11               | 15               | 26               | 14               | 5                | 1  | 1                    | 2                    | 4                    |                      |                      |
| 2008-2009                   | Hockey Club Gherdeina        | Série A2                    | 39  | 36               | 77               | 113              | 36               | -                | -  | -                    | -                    | -                    |                      |                      |
| 2009-2010                   | Hockey Club Gherdeina        | Série A2                    | 31  | 25               | 43               | 68               | 12               | 16               | 13 | 17                   | 30                   | 10                   |                      |                      |
| 2010-2011                   | Hockey Club Egna             | Série A2                    | 31  | 40               | 38               | 78               | 18               | 6                | 4  | 5                    | 9                    | 4                    |                      |                      |
| 2010-2011                   | HC Fassa                     | Série A                     | 1   | 1                | 0                | 1                | 0                | -                | -  | -                    | -                    | -                    |                      |                      |
| 2011-2012                   | Hockey Club Egna             | Série A2                    | 39  | 35               | 37               | 72               | 28               | 4                | 3  | 2                    | 5                    | 0                    |                      |                      |
| 2012-2013                   | AS Renon                     | Série A                     | 44  | 19               | 24               | 43               | 26               | 7                | 1  | 3                    | 4                    | 2                    |                      |                      |
| 2013-2014                   | Dauphins d'Épinal            | Ligue Magnus                | 26  | 14               | 21               | 35               | 10               | 3                | 1  | 3                    | 4                    | 2                    |                      |                      |
| 2014-2015                   | Corsaires de Nantes          | Division 1                  | 19  | 11               | 17               | 28               | 10               | -                | -  | -                    | -                    | -                    |                      |                      |
| 2014-2015                   | Hockey Club Egna             | Serie A                     | 6   | 0                | 11               | 11               | 2                | -                | -  | -                    | -                    | -                    |                      |                      |
| 2015-2016                   | Remparts de Tours            | Division 1                  | 3   | 0                | 2                | 2                | 49               | -                | -  | -                    | -                    | -                    |                      |                      |
| 2015-2016                   | Hockey Milano Rossoblu       | Serie B                     | 22  | 24               | 37               | 61               | 12               | 3                | 0  | 5                    | 5                    | 0                    |                      |                      |
| 2016-2017                   | Hockey Milano Rossoblu       | Serie B                     | 23  | 33               | 27               | 60               | 12               | 9                | 10 | 19                   | 4                    |                      |                      |                      |
| 2017-2018                   | Hockey Milano Rossoblu       | Serie B                     | 31  | 29               | 38               | 67               | 20               | 10               | 6  | 9                    | 15                   | 6                    |                      |                      |
| 2018-2019                   | HC Varèse                    | Serie B                     | 25  | 17               | 23               | 40               | 12               | 4                | 0  | 3                    | 3                    | 2                    |                      |                      |
| 2019-2020                   | HC Varèse                    | Serie B                     | 27  | 20               | 45               | 65               | 12               | 3                | 2  | 3                    | 5                    | 0                    |                      |                      |
| 2020-2021                   | Hockey Milano Rossoblu       | Italie D3                   | 6   | 7                | 14               | 21               | 4                | 4                | 3  | 5                    | 8                    | 0                    |                      |                      |
| Totaux LHSPQ / LHSMQ / LNAH | Totaux LHSPQ / LHSMQ / LNAH  | Totaux LHSPQ / LHSMQ / LNAH | 282 | 164              | 268              | 432              | 172              | 70               | 48 | 53                   | 101                  | 38                   |                      |                      |

## Trophées et honneurs personnels
- Ligue nord-américaine de hockey
  - 2001-2002 : remporte la Coupe Futura avec les Chiefs de Laval.
  - 2002-2003 : remporte la Coupe Futura avec les Chiefs de Laval.

- Au terme de la saison 2012-2013, il figure au 23e rang des meilleurs marqueurs de l’histoire de la ligue (432 points), en plus d’être au 26e rang pour le nombre de buts marqués (164) et au 25e rang pour le nombre de passes (268).